# Brezovice (gmina Krupanj)
Brezovice (cyr. Брезовице) – wieś w Serbii, w okręgu maczwańskim, w gminie Krupanj. W 2011 roku liczyła 775 mieszkańców.